# Roshi

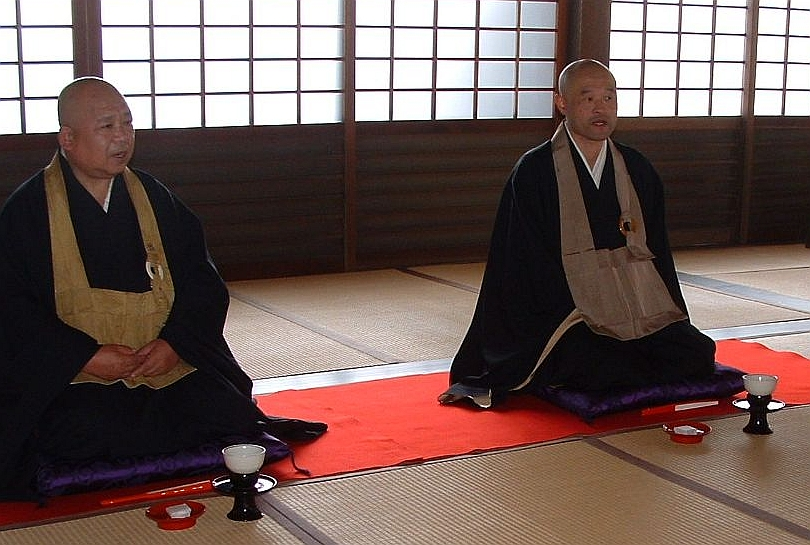
Twee roshi

Roshi is een Japanse term, veel gebruikt in het zenboeddhisme. Het betekent oud (ro) en leraar (shi). Roshi kan worden gebruikt als een term van respect, zoals in de Rinzai-school; of als een verwijzing naar de leeftijd van iemand, zoals in de Soto-school.
Dit werd ook meer een titel toen Soko Morinaga Roshi zei: Een roshi is iemand die zichzelf een roshi noemt en andere mensen hetzelfde te laten doen.